# Pist.On
Pist.On est un groupe américain de metal alternatif, originaire de Brooklyn, dans l'État de New York. D'autres orthographes du nom sont Pist*On, Pist-On et, au début et plus tard sous Atlantic Records, Piston.

## Histoire
Le groupe est formé à Brooklyn en 1993. Le noyau du groupe était composé du chanteur et guitariste Henry Font et de la bassiste Val.ium. La même année, une première démo composée de deux chansons sort. Le groupe avait initialement prévu d'enregistrer la démo avec Josh Silver, mais ce dernier étant trop occupé par Life of Agony, le groupe enregistre la démo avec un autre producteur. Peu de temps après, la démo Urine the Money est enregistrée avec Silver comme producteur aux studios Rabbi in the Sky de New York. En 1995, le groupe contribue également à la chanson Exhume Her pour la compilation Metal Massacre XII. En mai 1996, le groupe signe un contrat d'enregistrement avec Firce Recordings .
La même année, le premier album Number One, produit par Silver, est enregistré en août 1995 au studio Systems Two à Brooklyn, mais sa sortie est retardée par la recherche et les négociations avec un label. L'album contient entre autres une reprise de la chanson Shoplifters of the World Unite des Smiths. La sortie en Europe a lieu chez Music for Nations.
En hiver 1996, le groupe fait une tournée européenne avec Life of Agony. Le succès de l'album attire l'attention d'Atlantic Records, qui réédite le disque dans le monde entier. Grey Flap sort en single. Après la sortie de l'album, le guitariste Paul Poulos et le batteur Danny Jam Kavadlo quittent le groupe. Le premier est remplacé par Burton Gans et le second par Jeff McManus.
En 1996 et 1997, le groupe donne plus de 200 concerts dans le nord-est et le Midwest des États-Unis. Après avoir signé un contrat avec Atlantic Records, le groupe se produit avec Marilyn Manson (notamment à Hambourg), Type O Negative et Queensrÿche. En 1997, le groupe participe notamment au Bizarre Festival et au Dynamo Open Air, ainsi qu'à Munich. Lors d'une tournée américaine avec Fu Manchu, McManus s'est plaint de douleurs musculaires chroniques, à la suite de quoi une maladie respiratoire lui est diagnostiquée. Les autres concerts de la tournée sont effectués avec le batteur de Type O Negative, Johnny Kelly.
En 1999, le deuxième album $ell Out, que le groupe avait intitulé ainsi en raison de son expérience avec Atlantic Records, sort sur Mayhem Records. La sortie avait été retardée d'une part par la maladie de Jeff McManus et d'autre part par l'absence d'un producteur adéquat. L'album avait finalement été enregistré sous la direction de Daniel Rey aux Baby Monster Studios et chez Spa Recording à New York, mais il n'avait guère bénéficié de publicité. À la fin de l'année, McManus quitte le line-up. Durant l'été 2001, le groupe part en tournée en Europe pour jouer de nouveaux morceaux tirés de l'EP Saves, produit par Michael Marciano. À cette époque, le groupe est également présent au Graspop Metal Meeting.
En août de la même année, la bassiste Val.ium, après une tournée en Europe, quitte Pist.On, ce qui provoque un arrêt de l'activité du groupe, sans pour autant avoir annoncé officiellement une dissolution. En 2015, le groupe reprend son activité et se compose, en plus de Font, Gans et McManus, du bassiste Jack Hanley. Les premiers concerts sont prévus pour juin 2018, sous la forme d'une tournée de sept dates en Grande-Bretagne.
Au cours de sa carrière, le groupe se produit notamment avec Carnivore, Souls at Zero, Testament, Malevolent Creation, Warrant, Korn, Clutch et The Misfits et effectue une tournée en Allemagne et en Autriche avec Undertow.

## Discographie
- 1993 : Demo (démo)
- 1993 : Urine the Money (démo)
- 1996 : Number One (album, Fierce Recordings)
- 1999 : $ell Out (album, Mayhem Records)
- 2001 : Saves (EP)
- 2022 : Cold World + (EP, M-Theory Audio)